# Havet og kysten mellem Hundested og Rørvig
Havet og kysten mellem Hundested og Rørvig este o arie protejată (arie specială de conservare — SAC, sit de importanță comunitară — SCI) din Danemarca întinsă pe o suprafață de 4.004 ha, integral pe uscat.

## Localizare
Centrul sitului Havet og kysten mellem Hundested og Rørvig este situat la coordonatele 55°57′32″N 11°48′32″E / 55.958889°N 11.808889°E.

## Înființare
Situl Havet og kysten mellem Hundested og Rørvig a fost declarat sit de importanță comunitară în mai 1998 pentru a proteja 1 specie de plante și 2 specii de animale. Situl a fost protejat și ca arie specială de conservare în decembrie 2011.

## Biodiversitate
Situată în ecoregiunile continentală și marină Atlantică, aria protejată conține 16 habitate naturale: Mlaștini calcaroase cu Cladium mariscus și specii de Caricion davallianae, Golfuri mici largi și golfuri puțin adânci, Dune de coastă cu Juniperus spp., Dune mobile cu vegetație embrionară, Dune de coastă fixe cu vegetație erbacee („dune gri”), Dune mobile de-a lungul țărmului cu Ammophila arenaria („dune albe”), Dune fixe decalcificate cu Empetrum nigrum, Depresiuni intradunale umede, Ape puternic oligomezotrofe cu vegetație bentonică cu Chara spp., Lagune de coastă, Mlaștini alcaline, Bancuri de nisip acoperite în permanență slab de apă marină, Pășuni atlantice udate de apa mării (Glauco-Puccinellietalia maritimae), Vegetație anuală la limita mareei, Vegetație perenă pe țărmurile stâncoase, Pajiști cu Molinia pe soluri calcaroase, turboase sau argilos-nămoloase (Molinion caeruleae).
La baza desemnării sitului se află mai multe specii protejate:
- plante (1): moșișoare (Liparis loeselii)
- mamifere (2): focă obișnuită (Phoca vitulina), marsuin (Phocoena phocoena)